# White City (Kansas)
White City is een plaats (city) in de Amerikaanse staat Kansas, en valt bestuurlijk gezien onder Morris County.

## Demografie
Bij de volkstelling in 2000 werd het aantal inwoners vastgesteld op 518.
In 2006 is het aantal inwoners door het United States Census Bureau geschat op 500, een daling van 18 (-3,5%).

## Geografie
Volgens het United States Census Bureau beslaat de plaats een oppervlakte van
3,2 km², geheel bestaande uit land. White City ligt op ongeveer 413 m boven zeeniveau.

## Plaatsen in de nabije omgeving
De onderstaande figuur toont nabijgelegen plaatsen in een straal van 20 km rond White City.